# SummerSlam (2019)
SummerSlam (2019) foi um evento de luta livre profissional produzido pela WWE e transmitido em formato pay-per-view (PPV) pelo WWE Network e contou com a participação de lutadores das marcas Raw e SmackDown e 205 Live. O evento aconteceu no dia 11 de agosto de 2019, no Scotiabank Arena, em Toronto, Ontário, Canadá. Foi o trigésimo segundo evento sob a cronologia SummerSlam e o segundo evento a ser realizado neste local em particular (o outro é o evento de 2004).
Doze lutas foram disputadas no evento, incluindo três no pré-show. No evento principal, Seth Rollins derrotou Brock Lesnar para vencer o Campeonato Universal pela segunda vez. Em outras lutas proeminentes, Bray Wyatt estreou sua nova gimmick "The Fiend" e derrotou Finn Bálor, Charlotte Flair derrotou Trish Stratus por submissão, Kevin Owens derrotou Shane McMahon para manter seu emprego, o Campeão da WWE Kofi Kingston lutou contra Randy Orton com a luta terminando em duplo contout, assim Kingston manteve o título e Goldberg derrotou Dolph Ziggler.

## Produção

### Conceito
SummerSlam é um pay-per-view anual, produzido todo mês de agosto pela WWE desde 1988. Apelidado de "A maior festa do verão", é um dos quatro pay-per-views originais da promoção, junto com a WrestleMania, Royal Rumble e Survivor Series, apelidados de "Big Four". É considerado o segundo maior evento do ano da WWE, atrás apenas da WrestleMania. O evento de 2019 foi o trigésimo segundo evento na cronologia SummerSlam e contou com lutadores das marcas Raw, SmackDown e 205 Live.

### Histórias
O show foi composto por doze lutas, incluindo três no pré-show. As lutas resultavam de histórias roteirizadas, nas quais os lutadores retratavam heróis, vilões ou personagens menos distinguíveis em eventos roteirizados que geravam tensão e culminavam em uma luta ou série de lutas. Os resultados foram predeterminados pelos escritores da WWE nas marcas Raw, SmackDown e 205 Live, enquanto as histórias foram produzidas nos programas semanais de televisão da WWE, Monday Night Raw, SmackDown Live, e 205 Live.
Na WrestleMania 35, Seth Rollins derrotou Brock Lesnar para vencer o Campeonato Universal. Lesnar então desapareceu da televisão por várias semanas antes de se inserir na luta de escadas no Money in the Bank 2019 a qual Lesnar venceu, conquistando uma luta por um título mundial de sua escolha a qualquer momento dentro do próximo ano. Depois de ameaçar alguns cash-ins, Lesnar finalmente usou seu contrato do Money in the Bank no Extreme Rules e ganhou de volta o Campeonato Universal logo após Rollins ter acabado de manter o título. No Raw da noite seguinte, Rollins venceu uma batalha real de 10 homens para ganhar uma revanche contra Lesnar no SummerSlam. Durante o Raw Reunion em 22 de julho, o porta-voz de Lesnar, Paul Heyman, afirmou que Lesnar fez o cash-in em Rollins porque Rollins fez o mesmo com Lesnar na WrestleMania 31.
No episódio de 15 de julho do Raw, Naomi, Natalya, Alexa Bliss e Carmella competiram em uma luta fatal four-way de eliminação para determinar a desafiante número um contra Becky Lynch pelo Campeonato Feminino do Raw no SummerSlam. Natalya venceu eliminando Bliss por último. Após a luta de Lynch no episódio de 29 de julho, Natalya aplicou o Sharpshooter na campeã e mais tarde sugeriu uma luta de submissão, que foi oficializada na semana seguinte.
No episódio de 16 de julho do SmackDown, depois que a Campeã Feminina do SmackDown Bayley e Ember Moon derrotaram Mandy Rose e Sonya Deville em uma luta de duplas em que Moon fez o pin, Bayley escolheu Moon como a adversária pelo seu título no SummerSlam.
Durante o verão de 2019, Kevin Owens ficou furioso com Shane McMahon devido a este ocupar cada vez mais tempo na tela de outros lutadores a cada semana e exercer ainda mais autoridade, o que estava em contradição com o que a família McMahon (Vince McMahon, Stephanie McMahon, Shane McMahon e Triple H) haviam prometido vários meses antes. Apesar das tentativas de Shane de banir Owens do SmackDown, Owens, no entanto, iria aparecer e atacar Shane em momentos oportunos. Durante o Raw Reunion em 22 de julho, Owens desafiou Shane para uma luta no SummerSlam e disse que deixaria a WWE se perdesse, e Shane aceitou.
No episódio de 23 de julho do SmackDown, o Campeão da WWE Kofi Kingston selecionou Randy Orton como seu oponente no SummerSlam com seu título em jogo. Kingston mencionou sua rivalidade em 2009, quando Kingston derrotou Orton, mas disse que Orton usou sua influência para manter Kingston fora da cena do evento principal. Orton disse que estava certo em conter Kingston e aceitar o desafio. Orton também reivindicou o crédito por Kingston se tornar Campeão da WWE, já que foi Orton quem machucou Ali, que Kingston substituiu na luta pelo título da WWE no Elimination Chamber, que levou Kingston a ganhar o título na WrestleMania 35.
Após o Superstar Shake-up em abril, Bray Wyatt, que estava em um hiato desde o verão anterior, começou a aparecer como um artista infantil misterioso em segmentos pré-gravados chamados Firefly Fun Fouse. Ele finalmente revelou uma nova gimmick alternativa sinistra chamada "The Fiend". Após a luta de Finn Bálor no Raw de 15 de julho, as luzes se apagaram e Wyatt apareceu como "The Fiend" e atacou Bálor. Na semana seguinte no SmackDown, Bálor desafiou Wyatt para uma luta no SummerSlam. Wyatt apareceu dentro da casa de diversão e declarou que era fã de Bálor, mas "The Fiend" não era e que "The Fiend" aceitou o desafio.
No Extreme Rules, AJ Styles derrotou Ricochet para vencer o Campeonato dos Estados Unidos graças à ajuda de seus companheiros do O.C., Luke Gallows e Karl Anderson. No Raw de 29 de julho, Ricochet venceu uma luta gauntlet, derrotando Rey Mysterio, Cesaro, Sami Zayn e Andrade, para ganhar uma revanche pelo título no SummerSlam.
No episódio de 23 de julho do SmackDown, a aparição do membro do Hall da Fama da WWE, Shawn Michaels no "Miz TV" foi interrompida por Dolph Ziggler, que insultou Michaels. The Miz interveio, mas foi puxado por Michaels. Ziggler então tentou dar um soco em Michaels, mas em vez disso acertou Miz e deu um superkick em Michaels. Na semana seguinte, uma luta entre Miz e Ziggler foi agendada para SummerSlam, mas durante a assinatura do contrato no Raw de 5 de agosto, Miz revelou que a luta deles seria na verdade no Raw seguinte e que Ziggler lutaria com outra pessoa no SummerSlam. Ziggler presumiu que isso se referia a Michaels, mas em vez disso, apareceu Goldberg, um homem que Ziggler também havia desacreditado em suas promos contra Michaels, revelando Goldberg como oponente de Ziggler.
Nos bastidores durante o episódio de 23 de julho do SmackDown, Charlotte Flair expressou seu descontentamento por não estar escalada para competir no SummerSlam. Apesar de não estar no card, Flair afirmou que ela estaria lá para provar que ela era a "maior estrela feminina de todos os tempos". Na semana seguinte, Trish Stratus, foi uma convidada no "King's Court" de Jerry Lawler . Eles foram interrompidos por Flair, que desafiou a sete vezes campeã feminina para uma luta no SummerSlam. Após comentários depreciativos de Flair, Stratus aceitou o desafio.
No episódio de 6 de agosto do 205 Live, Oney Lorcan venceu um six-pack challenge, derrotando Akira Tozawa, Ariya Daivari, Gentleman Jack Gallagher, Kalisto e Tony Nese, para ganhar o direito de enfrentar Drew Gulak pelo Campeonato dos Pesos Médios no Pré-show do SummerSlam.

## Evento
| Comentaristas em inglês   | Michael Cole (Raw)                 |
| Comentaristas em inglês   | Corey Graves (Raw/SmackDown)       |
| Comentaristas em inglês   | Renee Young (Raw)                  |
| Comentaristas em inglês   | Tom Phillips (SmackDown)           |
| Comentaristas em inglês   | Byron Saxton (SmackDown)           |
| Comentaristas em inglês   | Vic Joseph (205 Live)              |
| Comentaristas em inglês   | Nigel McGuinness (205 Live)        |
| Comentaristas em inglês   | Inglês Aiden (205 Live)            |
| Comentaristas em espanhol | Carlos Cabrera                     |
| Comentaristas em espanhol | Marcelo Rodríguez                  |
| Comentaristas em alemão   | Carsten Schaefer                   |
| Comentaristas em alemão   | Tim Haber                          |
| Comentaristas em alemão   | Calvin Knie                        |
| Anunciadores de ringue    | Greg Hamilton (SmackDown/205 Live) |
| Anunciadores de ringue    | Mike Rome (Raw)                    |
| Árbitros                  | Danilo Anfibio                     |
| Árbitros                  | John Cone                          |
| Árbitros                  | Dan Engler                         |
| Árbitros                  | Darrick Moore                      |
| Árbitros                  | Chad Patton                        |
| Árbitros                  | Darryl Sharma                      |
| Árbitros                  | Ryan Tran                          |
| Árbitros                  | Drake Wuertz                       |
| Árbitros                  | Rod Zapata                         |
| Entrevistadores           | Kayla Braxton                      |
| Entrevistadores           | Sarah Schreiber                    |
| Painel de pré-show        | Jonathan Coachman                  |
| Painel de pré-show        | Charly Caruso                      |
| Painel de pré-show        | David Otunga                       |
| Painel de pré-show        | Beth Phoenix                       |
| Painel de pré-show        | The Miz                            |
| Painel de pré-show        | Mick Foley                         |
| Painel de pré-show        | Booker T                           |
| Painel de pré-show        | Jerry Lawler                       |
| Correspondentes pré-show  | Sam Roberts                        |
| Correspondentes pré-show  | John "Bradshaw" Layfield           |

### Pré-show
Três lutas foram disputadas no pré-show do SummerSlam. Na primeira luta, Drew Gulak defendeu o Campeonato dos Pesos Médios contra Oney Lorcan. No final, Gulak executou um "Cyclone Crash" para manter o título.
Em seguida, Buddy Murphy enfrentou Apollo Crews. No final, Murphy foi atacado por Rowan - que Murphy acusou de atacar Roman Reigns em episódios recentes do Raw e SmackDown - assim Murphy venceu por desqualificação. Após a luta, Rowan continuou a atacar Murphy no ringue e executou uma powerbomb em Murphy no apron do ringue.
Depois disso, Elias cantou uma música insultando Toronto que levou o nativo de Toronto e o WWE Hall of Famer Edge a interromper Elias. Depois de trocar alguns insultos, Edge aplicou um Spear em Elias
Na luta final pré-show, Alexa Bliss e Nikki Cross defenderam o Campeonato Feminino de Duplas contra as The IIconics (Billie Kay e Peyton Royce). No final, Bliss executou um "Twisted Bliss" em Royce para vencer a luta.

### Lutas preliminares
O pay-per-view começou com a luta de submissão em que Becky Lynch defendeu o Campeonato Feminino do Raw contra Natalya. Durante a luta, Lynch aplicou um Sharpshooter em Natalya, no entanto, Natalya imediatamente  reverteu em um "Dis-arm-her". No clímax, Natalya aplicou o Sharpshooter novamente mas Lynch contra-atacou e aplicou o "Dis-arm-her", forçando Natalya a se submeter para reter o título.
Em seguida, Goldberg enfrentou Dolph Ziggler. Assim que a luta começou, Ziggler realizou um superkick em Goldberg para uma contagem que foi a um. Ziggler realizou um segundo superkick em Goldberg para outra contagem. Enquanto Ziggler tentava um terceiro, Goldberg executou um Spear seguido por um "Jackhammer" em Ziggler para vencer a luta em menos de dois minutos. Após a luta, Ziggler insultou Goldberg, que respondeu aplicando outro Speat em Ziggler. Depois que Goldberg foi para os bastidores, Ziggler provocou-o novamente, fazendo com que Goldberg voltasse e executasse um último Spear em Ziggler.
Depois disso, AJ Styles do O.C. (acompanhado pelos outros membros do O.C., Luke Gallows e Karl Anderson) defendeu o Campeonato dos Estados Unidos contra Ricochet. No final, quando Ricochet tentou um Phoenix splash em Styles, Styles rebateu em um "Styles Clash" para manter o título. Após a luta, Gallows e Anderson executaram o "Magic Killer" em Ricochet.
Na quarta luta, Bayley defendeu o Campeonato Feminino do SmackDown contra Ember Moon. No final, Bayley realizou um "Bayley-to-Belly" em Moon da corda superior para reter o título.
Depois disso, Kevin Owens colocou sua carreira em risco contra Shane McMahon. Antes da luta começar, Shane apresentou Elias como o executor convidado especial. Durante a luta, Elias distraiu Owens, permitindo que Shane atacasse Owens. Shane rebateu uma tentativa de pop-up powerbomb com um DDT mas Owens conseguiu o kick out. Owens eventualmente executou uma powerbomb pop-up em Shane,  mas Elias puxou o árbitro para fora do ringue. Owens então atacou Elias, o que também incapacitou o árbitro. Owens ainda atacou Elias com várias cadeiradas. Com o árbitro caído, Owens deu um golpe baixo e um Stunner em Shane para vencer a luta e manter seu emprego.
Em seguida, Charlotte Flair enfrentou Trish Stratus. Stratus aplicou um figure-four leglock em Flair seguido pelo "Figure-Eight Leglock". Stratus executou um "Stratusfaction" mas Flair realizou o kick out. No final, Flair forçou Stratus a se submeter ao "Figure-Eight Leglock" para vencer a luta. Após a luta, Stratus foi ovacionada de pé.
Depois disso, Kofi Kingston defendeu o Campeonato da WWE contra Randy Orton. Orton aplicou vários side slams em Kingston nas mesas de transmissão. Como Orton foi para um superplex, Kingston se opôs a um tornado DDT. Orton eventualmente executou um "RKO" no ar em Kingston, no entanto, Kingston rolou para fora do ringue. Fora do ringue, Orton provocou a família de Kingston, que estava na primeira fila, e uma briga se seguiu entre Kingston e Orton no ringue. Ambos foram eliminados, portanto Kingston manteve o título e Kingston continuou a atacar Orton.
Na penúltima luta, Finn Bálor enfrentou a nova personalidade de Bray Wyatt, "The Fiend". "The Fiend" dominou a luta. No final, "The Fiend" rebateu um "Coup de Grace" de Bálor em um Mandible claw, fazendo com que Bálor desmaiasse e permitisse que "The Fiend" obtivesse a vitória por pinfall.

### Evento principal
Na luta principal, Brock Lesnar (acompanhado por Paul Heyman) defendeu o Campeonato Universal contra Seth Rollins. No início da luta, Rollins saiu de uma tentativa de suplex e executou um "The Stomp" mas Lesnar fez o kick out. Rollins então executou dois superkicks e tentou outro "Stomp", mas Lesnar pegou Rollins com um "F-5" . Lesnar executou vários suplexes alemães e verticais em Rollins. Fora do ringue, Rollins aplicou um frog splash em Lesnar através da mesa dos comentaristas e então outro splash e um "Stomp" no ringue. No final, quando Rollins tentou um terceiro "Stomp", Lesnar o pegou e tentou um segundo "F-5", no entanto, Rollins respondeu e executou um superkick e um terceiro "Stomp" em Lesnar e o imobilizou para recuperar o título para uma segunda vez.

## Depois do evento

### Raw
Na noite seguinte no Raw, o novo Campeão Universal Seth Rollins agradeceu aos fãs pelo apoio antes de ser interrompido por The O.C. (o Campeão dos Estados Unidos AJ Styles e  os Campeões de Duplas do Raw, Luke Gallows e Karl Anderson). Styles afirmou ser o melhor campeão e desafiou Rollins para uma luta campeão contra campeão sem título, que terminou em desqualificação devido à interferência de Gallows e Anderson. Ricochet e Braun Strowman correram para fazer a defesa. Também no programa, Paul Heyman disse que foi informado pelos oficiais da WWE que Brock Lesnar não teria uma revanche pelo Campeonato Universal.
A Campeã Feminina do Raw, Becky Lynch, disse que respeita Natalya e fez um aviso para o resto da divisão feminina. Mais tarde, Natalya saiu com o braço em uma tipóia e declarou que enfrentaria Lynch novamente. Ela foi interrompida pelo retorno de Sasha Banks, que apareceu pela última vez na WrestleMania 35. Depois de abraçar e consolar Natalya, Banks a atacou, tornando-se heel. Lynch apareceu para defender Natalya, mas foi atacado por Banks com uma cadeira de aço.
Dolph Ziggler teve sua luta com The Miz, que ele também perdeu. Após a luta, ele provocou Miz, que executou um "Skull Crushing Finale" em Ziggler.

### SmackDown
Após a luta no SummerSlam, Shane McMahon multou Kevin Owens em US$100.000 por atacar um oficial designado, Elias, que foi novamente apontado como o executor convidado especial para a luta de Owens contra Samoa Joe, onde Elias custou a Owens a luta fazendo uma rápida contagem de três. Depois de várias semanas de rivalidade, Shane acabou demitindo Owens. Owens então ameaçou Shane com um processo por rescisão injusta, que por sua vez resultou em Owens desafiando Shane para uma luta de escadas em que se Shane ganhasse, Owens desistiria do processo e deixaria a WWE para sempre, mas se Owens vencesse, Shane iria embora. Shane aceitou e a luta foi marcada para o 20º aniversário do SmackDown em 4 de outubro. onde Owens derrotou Shane.
The New Day (o Campeão da WWE Kofi Kingston e os Campeões de Duplas do SmackDown, Big E e Xavier Woods) enfrentaram Randy Orton e The Revival (Scott Dawson e Dash Wilder) em uma luta de trios em que Orton e The Revival venceram. Após a luta, Orton realizou um RKO em todos os três membros do The New Day. Uma revanche entre Kingston e Orton foi posteriormente agendada para o Clash of Champions.
Também no SmackDown, Daniel Bryan e Rowan forçaram Buddy Murphy a revelar que ele estava mentindo ao dizer que Rowan era o atacante de Roman Reigns. Mais tarde no programa, Bryan e Rowan revelaram que conduziram sua própria investigação para descobrir quem atacou Reigns.
Por derrotar Trish Stratus, Charlotte Flair lançou um desafio para Bayley pelo Campeonato Feminino do SmackDown no Clash of Champions, que Bayley aceitou.

### 205 Live
No 205 Live, Oney Lorcan teve uma revanche contra Drew Gulak pelo Campeonato dos Pesos Médios, no entanto, Gulak manteve o título.

## Recepção
O evento recebeu críticas bastante positivas. Jason Powell da Pro Wrestling Dot Net descreveu SummerSlam como "um show geral sólido que terminou com uma mudança de título satisfatória."  Ele descreveu o evento principal como "uma boa luta", dizendo que "Lesnar tinha seus apoiadores na multidão, mas parecia que Rollins venceu alguns de seus detratores à medida que a luta prosseguia. O ângulo de lesão fez algumas de ofensa de Lesnar parecem ainda mais punição."
Powell também deu a luta Wyatt-Bálor uma crítica positiva e disse que "a persona Fiend de Wyatt se saiu muito bem e o público ao vivo claramente adorou."  Powell criticou o final da luta Kingston-Orton e chamou-o de "fraco", enquanto disse que foi "um péssimo final para uma luta decente que foi mal executada."  Powell descreveu a luta Goldberg-Ziggler como "uma divertida luta ao estilo Goldberg. Eu amo que eles começaram com Dolph recebendo a ofensa surpreendente antes de Goldberg fazer o que parecia inevitável. Este foi um bom momento de redenção para Goldberg depois que ele sofreu a concussão e sua luta com The Undertaker desmoronou na Arábia Saudita, sem mencionar que os fãs canadenses ainda não guardavam rancor por ter chutado Bret Hart na cabeça."

## Resultados
| Nº                                          | Resultados                                                                        | Estipulações                                                                                | Tempo |
| ------------------------------------------- | --------------------------------------------------------------------------------- | ------------------------------------------------------------------------------------------- | ----- |
| Pré- show                                   | Drew Gulak (c) derrotou Oney Lorcan                                               | Luta individual pelo Campeonato dos Pesos Médios                                            | 8:45  |
| Pré- show                                   | Buddy Murphy derrotou Apollo Crews por desqualificação                            | Luta individual                                                                             | 4:20  |
| Pré- show                                   | Alexa Bliss e Nikki Cross (c) derrotaram The IIconics (Billie Kay e Peyton Royce) | Luta de duplas pelo Campeonato Feminino de Duplas                                           | 6:15  |
| 1                                           | Becky Lynch (c) derrotou Natalya                                                  | Luta de submissão pelo Campeonato Feminino do Raw                                           | 12:35 |
| 2                                           | Goldberg derrotou Dolph Ziggler                                                   | Luta individual                                                                             | 1:50  |
| 3                                           | AJ Styles (c) (com Karl Anderson e Luke Gallows) derrotou Ricochet                | Luta individual pelo Campeonato dos Estados Unidos                                          | 13:00 |
| 4                                           | Bayley (c) derrotou Ember Moon                                                    | Luta individual pelo Campeonato Feminino do SmackDown                                       | 10:00 |
| 5                                           | Kevin Owens derrotou Shane McMahon                                                | Luta individual Se Owens perdesse ele seria demitido Elias era o arbítro auxiliar convidado | 9:20  |
| 6                                           | Charlotte Flair derrotou Trish Stratus por submissão                              | Luta individual                                                                             | 16:40 |
| 7                                           | Kofi Kingston (c) vs. Randy Orton terminou em countout duplo                      | Luta individual pelo Campeonato da WWE                                                      | 16:45 |
| 8                                           | "The Fiend" Bray Wyatt derrotou Finn Bálor                                        | Luta individual                                                                             | 3:25  |
| 9                                           | Seth Rollins derrotou Brock Lesnar (c) (com Paul Heyman)                          | Luta individual pelo Campeonato Universal                                                   | 13:25 |
| (c) – Refere-se aos campeões antes da luta. |                                                                                   |                                                                                             |       |